# Наріман Наріманов (станція метро)
40°24′12″ пн. ш. 49°52′15″ сх. д. / 40.40333° пн. ш. 49.87083° сх. д.
«Наріман Наріманов» (азерб. Nəriman Nərimanov) — станція першої лінії Бакинського метрополітену. Розташована між станціями «Бакміл» і «Гянджлік».
Відкрито 6 листопада 1967 року у складі першої черги Бакинського метрополітену «Баки Совєті» — «Наріман Наріманов».
Розташована поблизу центра району міста на розі вулиць Тебріз (колишня Чапаєва) та Ага Нейматулла.

## Виходи
1. Стоматологічна поліклініка
2. Колишній Дитячий світ
3. Кінотеатр «Наріманова»
4. Парк ім. Наріманова.

Поблизу виходів знаходяться зупинки громадського транспорту (автобусів), парк, магазини (як загального харчування, так і побутової техніки), кафе «McDonald's», кінотеатр, також неподалік розташована Лікарня № 5, відділення поліції № 18.

## Оздоблення
Біля входу на станцію розташований барельєф Нарімана Наріманова зі вставками з революційної історії Баку. У підземному залі станції — стрункі колони, оздоблені під бронзу, схожі на гігантські снопи бурштинової пшениці. Колони надають станційному залу вид підземного казкового палацу. По-своєму казково і освітлення станції. Втоплені в стелю кілька рядів світильників створюють відчуття неба над головою, засіяного золотими зірками, проте на середину 2010-х невеликі круглі світильники, розташовані на стелі в центрі станції, з метою економії електроенергії, погашені.
Конструкція станції — колонна трипрогінна мілкого закладення

## Історія
28 жовтня 1995 року станція Наріманова набула печальної слави коли між нею та станцією Улдуз сталась пожежа у Бакинському метро 1995 року, що стала найбільшою аварією Бакинського метро, а також найбільшим за числом жертв інцидентом в історії всіх метрополітенів світу .